# Element de pivot

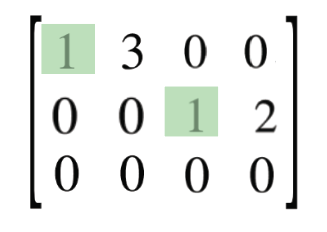
En aquesta imatge, els pivots estan marcats en verd

L'element de pivot és, en àlgebra lineal, el primer element de la columna (a l'escalonament per files) diferent de zero. Quan una matriu està esgalonada reduïda, el pivot és 1, és l'únic element diferent de zero de la columna i sempre és estrictament a la dreta del pivot de la fila que hi ha a sobre.
Quan un pivot té elements diferents de zero a la mateixa columna s'anomena pivot no solitari, i quan un pivot és l'únic element diferent de zero a la columna es coneix com a pivot solitari. Quan una columna no té pivots, perquè no té cap element que sigui el primer valor diferent de zero a la fila, s'anomena columna lliure.